# 美国会计协会
美国会计协会（英語：American Accounting Association，簡稱）衹在促进会计教育、研究和实践。該協會成立于1916年，並于1936年采用現名。该协会主要是有志願者和對會計教育和研究有興趣的人所組成。